# シューレ大学
シューレ大学（シューレだいがく、英語：Shure University）は、東京都新宿区にあった日本のフリースクールである。1999年4月に開学した。学校教育法第1条に規定される正式な大学ではない。特定非営利活動法人東京シューレが運営していた。2020年、現場スタッフ・学生らの東京シューレからの独立により、同年8月末をもって活動を休止、2020年度末をもって廃止された。東京シューレから独立した現場スタッフ・学生らにより、TDU・雫穿大学(てきせんだいがく)が開設された。

## 概要
2008年現在の学生数は約40名。「知る・表現する」ということをテーマに、専門知識を持ったスタッフやアドバイザーのアドバイスを受けながら、学生が自分で探求の計画を立てて学ぶというスタイルを採っている。本施設自体も学生とスタッフが議論しつくりあっている。

## 学生生活
学生は、講座と呼ばれ少人数で行われているディスカッションベースの授業を中心に、ソーラーカー、映像製作、演劇など共同で何かをつくっていくグループプロジェクト、個人研究、小説や絵画など個人プロジェクトなどを通して、知る・表現することに取り組んでいる。また、日本で初めて、年間を通じてのフリースクールスタッフ養成コースも開設している。

## スタッフとアドバイザー
スタッフには不登校・フリースクール、海外のオルタナティヴ教育研究で知られる教育社会学者の朝倉景樹がいる。
外部には、第一線で活躍している約50人のアドバイザー（非常勤）がおり、講義を担当することや公開講座の講師、学生にアドバイスなどを行っている。主なアドバイザーには、上野千鶴子、平田オリザ、芹沢俊介、羽仁未央、最首悟、小沢牧子、帯津良一、辛淑玉、原一男がいる。

## 施設
- 交通アクセス：都営大江戸線若松河田駅より徒歩5分

## 社会との関わり
海外との交流が盛んで、毎年海外への研究旅行や表現交流などを行ったり、中長期も含め海外からの来訪者も多い。これまで、世界各地の20以上の国や地域の人々との交流が行われている。また、毎年8月の最終週の週末に3日間の「シューレ大学国際映画祭・生きたいように生きる」を開催している。シューレ大学のアドバイザーでもある映画監督原一男が特別審査員を務め、公募作品の審査に当たっている。